# 路易吉洋樓
《路易吉洋樓》（又译作）是一款動作冒險遊戲，由任天堂情報開發本部開發，任天堂發佈，其平台為任天堂GameCube，是首發遊戲之一。此遊戲是瑪利歐系列首個任天堂GameCube遊戲，亦是第一次以路易吉為主角和命名的官方遊戲（早期成為主角作品，主要是任天堂授權的非官方遊戲），同時打破了任天堂推出新主機由瑪利歐為主的慣例。此遊戲於2001年9月14日在日本發佈，於2001年11月18日在北美發佈，於2002年5月3日在歐洲發佈，於2002年5月17日在澳洲發佈 。此遊戲設定在在一間幽靈洋樓中，而主角路易吉是要尋找失蹤的瑪利歐，並對付洋樓中的幽靈。
《路易吉洋樓》在發售後獲得不錯的評價，但也被批評遊戲內容過於倉促。時至今日，遊戲已售出逾250萬套遊戲，是第五暢銷的任天堂GameCube遊戲。

## 登場角色
路易吉（Luigi）
瑪利歐的雙胞胎弟弟，從第二玩家（2-Player）衍生來的角色，亦是住在蘑菇王國的水管工。身材較高瘦，但性格較為溫順膽小。
傀易吉（Gooigi）（只在3DS版本出現）
哎唷·喂博士所發明的路易吉克隆體。其外型與路易吉本人完全相同，但在接觸到液體時會融化。
哎唷·喂博士（Professor Elvin Gadd）
一名研究鬼怪的博士，經常拜託路易吉探索鬼屋，以蒐集鬼怪信息。
害羞幽靈王（King Boo）
最終BOSS

## 遊戲玩法

使用鬼怪吸尘器的路易

在《路易吉洋樓》中，哎唷·喂博士給予路易吉兩件發明品：鬼怪吸尘器和Game Boy Horror。鬼怪吸尘器是一個高功率吸塵器，其主要功效是捕捉幽靈和收集寶藏。要捕捉鬼，路易吉需先用手電筒突然照射它們，以顯露鬼的心臟，並用鬼怪吸尘器將鬼的心臟吸走，以捕捉鬼魂。大部份幽靈會留在鬼怪吸尘器裡，除了肖像幽靈。肖像幽靈會回到自己的肖像畫中，而當這些幽靈回到自己的肖像畫後，哎唷·喂博士就會將肖像畫收藏在自己的實驗室裡。在遊戲後期，路易吉將會得到三個獎章，讓他能用鬼怪吸尘器射出火、水或冰。這些元素是能夠捕捉指定的鬼。
另一方面，Game Boy Horror則允許玩家檢查洋樓內的物品，檢測幽靈是否存在，並顯示幽靈與路易吉的距離。它也能顯示洋樓的地圖，並能讓路易吉和哎唷·喂博士對話。洋樓遍布充滿幽靈的黑暗房間，而當一間房間的所有幽靈都被消滅時，該房間的燈就會亮起（表示房間已經解放），並會有一個寶箱出現。這些箱子可以包含鑰匙、寶藏或三元素獎章之一。 每當路易找到一把鑰匙時，Game Boy Horror就會提示那間房間是可以被開啟的。
當怕羞幽靈王被擊敗後，玩家就會得到一個基於寶藏取得數量的評價。洋樓的第二個版本，「隱藏洋樓」亦會變得可玩。在歐洲版本中，整個洋樓左右顛倒了，頭目的移動速度變得更快，幽靈和肖像幽靈將會更快被捕獲，但房間裡的幽靈數量則會增加。

## 開發
本作首次亮相於2000年電子遊戲貿易展任天堂太空世界大會。
2001年，本作再度電子娛樂展覽上亮相較新演示版本。
任天堂原本計劃開發的《路易吉洋樓》是一個迷宮洋樓遊戲。後來加入了鬼怪吸尘器和Game Boy Horror等新元素。導致一些舊有的元素，（如：角色扮演遊戲系統）在遊戲開發過程中被剔除。
遊戲音樂是由戶高一生和田中忍一同編寫，同時包含「戶高之歌」等彩蛋音樂。該彩蛋能可在遊戲中的訓練室內等待3.5分鐘時觸發。本作的主題音樂為《任天堂明星大亂鬥X》主題音樂的改版，由酒井省吾編寫。遊戲中的的路易吉和瑪利歐配音工作由查爾斯·馬爾蒂內負責配音。
所有任天堂GameCube均支援立體視覺遊戲。本作原本計劃善用這一點作為遊戲特色。但因當時3D立體電視並不流行，且價格過高，致使任天堂放棄此項計劃。
2018年3月8日，任天堂宣佈本作將会移植到任天堂3DS平台，並表示重製版将于2018年10月12日在北美發佈，2018年10月19日在歐洲發佈，2018年10月20日在澳洲發佈，2018年11月8日在日本發佈，2018年11月8日在南韓發佈。

## 续作
2013年，任天堂宣布《路易吉洋樓2》發佈在任天堂3DS平台。2019年第三代《路易吉洋樓3》於任天堂Switch發售。

## 反響
| 汇总媒体     | 得分   |
| ------------ | ------ |
| GameRankings | 79.18% |
| Metacritic   | 78/100 |

| 媒体          | 得分   |
| ------------- | ------ |
| AllGame       | [ 19 ] |
| Edge          | 8/10   |
| Game Informer | 9/10   |
| GameSpot      | 7.9/10 |
| IGN           | 7/10   |
| 任天堂力量    | 4/5    |
| Fami通        | 34/40  |

《路易吉洋樓》是2001年11月最暢銷的遊戲。儘管此遊戲在日本只售出了約348,000套遊戲，但此遊戲仍然成為了第五暢銷的任天堂GameCube遊戲，且至今已售出逾250萬套遊戲。此遊戲亦是首個獲任天堂頒發玩家選擇獎的任天堂GameCube遊戲。
《路易吉洋樓》主要獲得正面的評價。GameSpot給予此遊戲7.9/10分，並指出此遊戲「擁有一些新穎的元素」。遊戲雜誌《任天堂力量》給予此遊戲4/5分，並指出此遊戲「很過癮，且重玩性很高。」。GameSpy則指出此遊戲擁有「良好的視覺效果、豐富的想像力和一些經典的任天堂元素。」。
《GamePro》指出此遊戲是「一個熟練的遊戲設計例子」。Game Revolution指出「此遊戲的畫面相當漂亮，且遊戲內容非常有趣。」。而 雜誌《Game Informer》則給予此遊戲9/10分，並將它稱為「宮本茂最好的作品」。
另一方面，IGN將遊戲的配音描述為「可愛、幽默和令人滿意的」，並給予此遊戲7/10分。GameSpy指出此遊戲的背景音樂「微妙、有趣、完全適合整個遊戲。」，而雜誌《Fami通》則給予此遊戲34/40分，授予金獎，並稱讚其操作系統。
此作主要被批評遊戲長度過短。GameSpot指出「此遊戲過短的遊戲長度抹煞了其優點」。GameSpy亦批評遊戲長度，指出此遊戲能於6小時內完成。Allgame指出此遊戲「未能提供一個有凝聚力的遊戲體驗，全因遊戲長度過短。」。IGN認為遊戲玩法欠佳，並指出遊戲玩法是「可預測的，公式化的。」。電視節目《X-Play》亦批評此遊戲的遊戲玩法，並指出此遊戲「令瑪利歐系列支持者失望」。儘管如此，《官方任天堂雜誌》仍將此遊戲列為「史上100強任天堂遊戲」的第99位。
2002年，遊戲獲英國電影電視藝術學院頒發互動娛樂獎。